# Сигматропная перегруппировка
Сигматропная перегруппировка — молекулярная перегруппировка, при которой происходит образование новой σ-связи между ранее непосредственно не связанными атомами и разрыв существующей σ-связи, при этом обычно происходит и перемещение π-связи (либо нескольких π-связей) и общее число π- и σ-связей остается неизменным. Сигматропные перегруппировки являются внутримолекулярными перициклическими реакциями. Перегруппировки Коупа, Кляйзена и бензидиновая перегруппировка являются сигматропными перегруппировками.
В общеструктурном смысле сигматропные реакции могут быть представлены структурой переходного состояния, состоящего из двух фрагментов, соединенных по конечным атомам частичными σ-связями, одна из которых разрывается, а другая — образуется:
Если учитывать только атомы фрагментов, участвующих в циклической структуре переходного состояния, и число атомов в этих фрагментах равно i и j, то такая перегруппировка является сигматропной перегруппировкой порядка [i, j] (i меньше или равно j).
Стереохимия сигматропных перегруппировок определяется правилами Вудворда — Хоффмана: предпочтительным направлением реакции является направление, при котором сохраняется орбитальная симметрия, то есть молекулярные орбитали исходных реагентов и продуктов реакции полностью соответствуют друг другу по свойствам симметрии.